# Eastern European Superleague 2020
La Eastern European Superleague 2020 sarà la 2ª edizione dell'omonimo torneo di football americano.
Ha valore di campionato nazionale russo .
A calendario già emesso lo Spartak Moskva si è autoretrocesso in Vysšaja Liga.
Successivamente sono entrati a far parte del campionato i Moscow Dragons.
I Minsk Litwins si sono ritirati dal campionato il 13 agosto a causa degli eventi accaduti in Bielorussia.

## Squadre partecipanti
| Club                          | Città           | Stadio | Sponsor ufficiale | Risultato nella stagione 2019 |
| ----------------------------- | --------------- | ------ | ----------------- | ----------------------------- |
| Minsk Litwins                 | Minsk           |        |                   |                               |
| Moscow Dragons                | Mosca           |        |                   |                               |
| Moscow Patriots               | Mosca           |        |                   |                               |
| Moscow Spartans               | Mosca           |        |                   |                               |
| Perm Steel Tigers             | Perm'           |        |                   |                               |
| Sankt Petersburg North Legion | San Pietroburgo |        |                   |                               |
| Spartak Moskva                | Mosca           |        |                   |                               |

## Stagione regolare

### Calendario

#### Prima versione

##### 1ª giornata
| 2-3 maggio 2020 | Sankt Petersburg North Legion | – | Spartak Moskva |  |

| Mosca 2-3 maggio 2020 | Perm Steel Tigers | – | Minsk Litwins |  |

| 2-3 maggio 2020 | Moscow Spartans | – | Moscow Patriots |  |

##### 2ª giornata
| 16-17 maggio 2020 | Minsk Litwins | – | Sankt Petersburg North Legion |  |

| 16-17 maggio 2020 | Perm Steel Tigers | – | Moscow Patriots |  |

| 16-17 maggio 2020 | Spartak Moskva | – | Moscow Spartans |  |

##### 3ª giornata
| 30-31 maggio 2020 | Sankt Petersburg North Legion | – | Moscow Patriots |  |

| 30-31 maggio 2020 | Spartak Moskva | – | Minsk Litwins |  |

| 30-31 maggio 2020 | Perm Steel Tigers | – | Moscow Spartans |  |

##### 4ª giornata
| 13-14 giugno 2020 | Moscow Patriots | – | Minsk Litwins |  |

| 13-14 giugno 2020 | Moscow Spartans | – | Sankt Petersburg North Legion |  |

| 13-14 giugno 2020 | Perm Steel Tigers | – | Spartak Moskva |  |

##### 5ª giornata
| 27-28 giugno 2020 | Minsk Litwins | – | Moscow Spartans |  |

| 27-28 giugno 2020 | Sankt Petersburg North Legion | – | Perm Steel Tigers |  |

| 27-28 giugno 2020 | Moscow Patriots | – | Spartak Moskva |  |

#### Versione definitiva

##### 1ª giornata
| Aprelevka 22 agosto 2020 | Moscow Dragons | 14 – 59 (0-21 7-14 7-7 0-14) referto | Moscow Spartans | Stadio Melodija |

| Perm' 23 agosto 2020 | Perm Steel Tigers | 37 – 8 (7-0 16-0 0-8 14-0) referto | Moscow Patriots | Stadio Gajva |

##### 2ª giornata
| San Pietroburgo 5 settembre 2020 | Sankt Petersburg North Legion | 7 – 42 (7-14 0-14 0-14 0-0) referto | Moscow Spartans | Dinamo |

| Perm' 6 settembre 2020 | Perm Steel Tigers | 43 – 21 (14-7 14-7 15-0 0-7) referto | Moscow Dragons | Stadio Gajva |

##### 3ª giornata
| Zelenograd 19 settembre 2020 | Moscow Patriots | 8 – 23 (0-7 8-6 0-10 0-0) referto | Moscow Dragons | Stadio del Rugby |

| San Pietroburgo 20 settembre 2020 | Sankt Petersburg North Legion | 13 – 46 (0-0 10-7 3-14 0-25) referto | Perm Steel Tigers | Dinamo |

##### 4ª giornata
| Troick 3 ottobre 2020 | Moscow Spartans | 35 – 15 (14-0 0-6 7-6 14-3) referto | Perm Steel Tigers | Stadio comunale |

| Zelenograd 3 ottobre 2020 | Moscow Patriots | 8 – 28 (0-0 0-7 0-14 8-7) referto | Sankt Petersburg North Legion | Stadio del Rugby |

##### 5ª giornata
| Korolëv 17 ottobre 2020 | Moscow Spartans | 35 – 0 (21-0 0-0 14-0 0-0) referto | Moscow Patriots | Stadion Čajka |

| Korolëv 17 ottobre 2020 | Moscow Dragons | 14 – 21 (0-0 0-14 7-0 6-7) referto | Sankt Petersburg North Legion | Stadion Čajka |

### Classifica
La classifica della regular season è la seguente:
- PCT = percentuale di vittorie, G = partite giocate, V = partite vinte,  P = partite perse, PF = punti fatti, PS = punti subiti

| Pos. | Squadra                       | PCT   | G | V | N | P | PF  | PS  |
| ---- | ----------------------------- | ----- | - | - | - | - | --- | --- |
| 1    | Moscow Spartans               | 1.000 | 4 | 4 | 0 | 0 | 171 | 36  |
| 2    | Perm Steel Tigers             | .750  | 4 | 3 | 0 | 1 | 141 | 77  |
| 3    | Sankt Petersburg North Legion | .500  | 4 | 2 | 0 | 2 | 69  | 110 |
| 4    | Moscow Dragons                | .250  | 4 | 1 | 0 | 3 | 72  | 131 |
| 5    | Moscow Patriots               | .000  | 4 | 0 | 0 | 4 | 24  | 123 |

## Playoff

### Semifinali
Con la ridefinizione del calendario le semifinali sono state eliminate
| [ 5 ] | TBD | - – - | TBD |  |

| [ 5 ] | TBD | - – - | TBD |  |

### Finale 3º - 4º posto
Incontro introdotto a seguito della ridefinizione del calendario; successivamente annullato.
| 31 ottobre 2020 | Sankt Petersburg North Legion | - – - | Moscow Dragons |  |

## II Finale
| Mosca 31 ottobre 2020 | Moscow Spartans | 36 – 6 (7-0 7-6 0-0 22-0) referto | Perm Steel Tigers | Manež "Olimp" |

## Verdetti
- Moscow Spartans Campioni della Russia 2020